# 西山由樹
西山 由樹（にしやま ゆき、1986年6月4日 - ）は、日本の元女子バレーボール選手。

## 来歴
京都府京都市出身。小学校5年生からバレーボールを始める。京都市立花山中の3年間で165cmから181cmに身長が伸びた。3年時、都道府県対抗大会に出場、オリンピック有望選手に選ばれた。
京都橘高等学校時代は2年時に、小酒翔子らと共に京都橘高校中心の選抜チームで国体優勝。またエースとして春高バレー（ベスト8）やインターハイ（ベスト4）に出場し、2004年アジアジュニア選手権、2006年世界ジュニア選手権を経験した。
2005年、JTマーヴェラスに入団。第12回Vリーグでは、開幕からベンチ入りを果たし、パワフルなジャンプサーブを買われて主にリリーフサーバーとして起用された。
06-07V・プレミアリーグでは、故障のために出場機会なし。シーズン終了後、ミドルブロッカーへコンバートされる。07-08V・プレミアリーグでは、再び故障のため開幕メンバーから外れるが、シーズン中盤に復帰。
08-09V・プレミアリーグでは、久保雅の故障により2009年2月1日の日立佐和リヴァーレ戦で、念願の初スタメンに抜擢された。高さを活かしたブロックと、迫力のあるライトオープンを武器にシーズン終了までスタメンを守り通す。シーズン終了後に、ウイングスパイカーへの再コンバートが発表された。
2011年5月にJTを退社し、実業団のJAぎふに移籍。1年間プレーした。

## 人物
- JTマーヴェラスに所属していた西山慶樹は実妹である。

## 所属チーム
- 陵ヶ岡小
- 花山中
- 京都橘高等学校
- JTマーヴェラス（2005-2011年）
- JAぎふ（2011-2012年）